# Лара Моника Коста
Лара Моника Коста (итал. Lara Monica Costa; 12. септембар 1987) италијанска је графичарка.

## Биографија
Лара Моника Коста рођена је 12. септембра 1987. Дипломирала је графички дизајн, а потом уписала Академију ликовних уметности у Венецији.
Завршила је обуку у различитим дисциплинама, укључујући технике гравирања, посебно халкографију, цртање, сликање и фотографију.
Учествовала је на многим уметничким догађајима од међународног значаја везаним за графику.
Године 2013. излагала је на 16. Међународном бијеналу гравирања у Сарцелу. Исте године била је међу 25 финалиста на 11. Међународном бијеналу гравирања у Акви Терми.
Године 2016. учествовала је на трогодишњој Estampadura-и у Тулузи.